# Мохаммад Захур
Мохамма́д Заху́р (нар. 1 серпня 1955, Карачі) — британсько-український підприємець пакистанського походження, засновник і основний власник групи компаній ISTIL Group, раніше видавець Kyiv Post, співзасновник української музичної премії YUNA, філантроп, меценат.

## Освіта
1974 року приїхав до України за державною стипендією від Пакистану, щоб отримати освіту за металургійним напрямом у Донецькому національному технічному університеті. У 2007 році в цьому ж навчальному закладі він захистив кандидатську дисертацію і отримав ступінь кандидата технічних наук зі спеціальності «Процеси і машини обробки тиском». Тема дисертації «Вдосконалення та реалізація методів розробки калібровок валків і технології виробництва трубних заготівель великих діаметрів на обжимно-заготівельному стані».

## Життєпис
Народився в 1955 році в місті Карачі (Пакистан) в сім'ї держслужбовця. У школі захоплювався спортом (крикетом, хокеєм на траві, баскетболом, гімнастикою, тенісом, легкою атлетикою). Його хобі було колекціонування марок. Також він дуже любив співати і своє улюблене заняття продовжив під час навчання у коледжі та університеті.
Після здобуття вищої освіти в Україні кілька років працював на підприємстві Pakistan Steel (найбільший виробник сталі в Пакистані). Але після початку війни в Афганістані переїхав до Москви, де став директором Пакистанського Торгового дому.
1991 року заснував металотрейдерську компанію MetalsRussia, яка згодом змінила назву на ISTIL (International Steel and Tube Industries Limited). Спочатку компанія спеціалізувалась на продажу сталі, виробленої в країнах СНД, а згодом охопила країни Азії (Гонконг, Сингапур, Таїланд, ОАЕ, Пакистан, Іран), Велику Британію та Північну Америку.
У квітні 2008 році Мохаммад Захур на піку цін на метал ухвалив рішення про повний продаж свого металургійного бізнесу. Він продав Донецький електросталеплавний завод російському олігарху Вадиму Варшавському за 1 мільярд доларів.
У 2009 році ISTIL Group почала інвестиції в нові напрямки — нерухомість, готельний бізнес, медіа, DTH/IPTV, банківську справу, виробництво та дистрибуцію фільмів та телевізійного контенту, енергетичний сектор, видобуток нафти і газу, виробництво пластику та інші. Зокрема Захур придбав український англомовний тижневик Kyiv Post та знаковий київський готель Лейпциг за 35 млн доларів США.
У вересні 2011 року Мохаммад Захур запустив платформу супутникового телебачення Xtra TV на умовах передплати (pre-paid).
1 червня 2015 року платформа «Xtra TV» оголосила про часткове припинення діяльності, а згодом стало відомо, що її новим власником стала Медіа Група Україна Ріната Ахметова.
У 2018 році Мохаммад Захур продав тижневик Kyiv Post мільйонеру з Одеси Аднану Ківану.

## Політика
У 2015 році Мохаммад Захур дав інтерв'ю газеті Financial Times про економічну ситуацію в Україні, а також залучення інвестицій у країну.
Крім того, Мохаммад Захур веде свій блог про українську економіку і політику на сайті Huffington Post.

## Статки
2013 року журнал «Фокус» включив Мохаммада Захура до рейтингу «100 найбагатших людей України», оцінивши його статки у 600 млн доларів США (22-та позиція у рейтингу).

## Сім'я
У 2003 році Мохаммад Захур одружився зі співачкою Камалією. 2013 року у подружжя народилася двійня — доньки Мірабелла та Арабелла.
Має сина Армана та доньку Таню від першого шлюбу.

## Благодійність

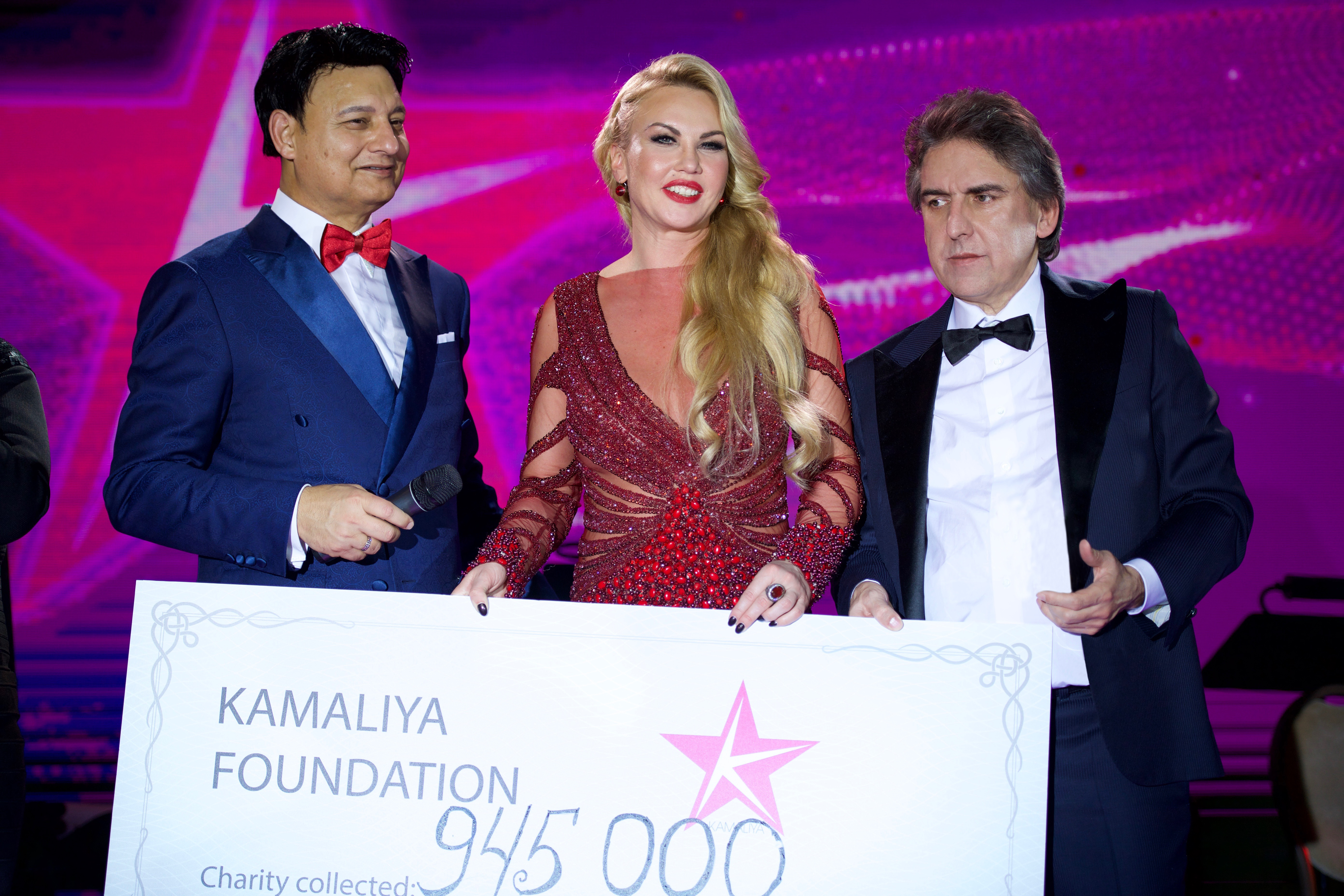
На щорічному благодійному вечорі 4th St. Nicholas Charity Night в Україні.

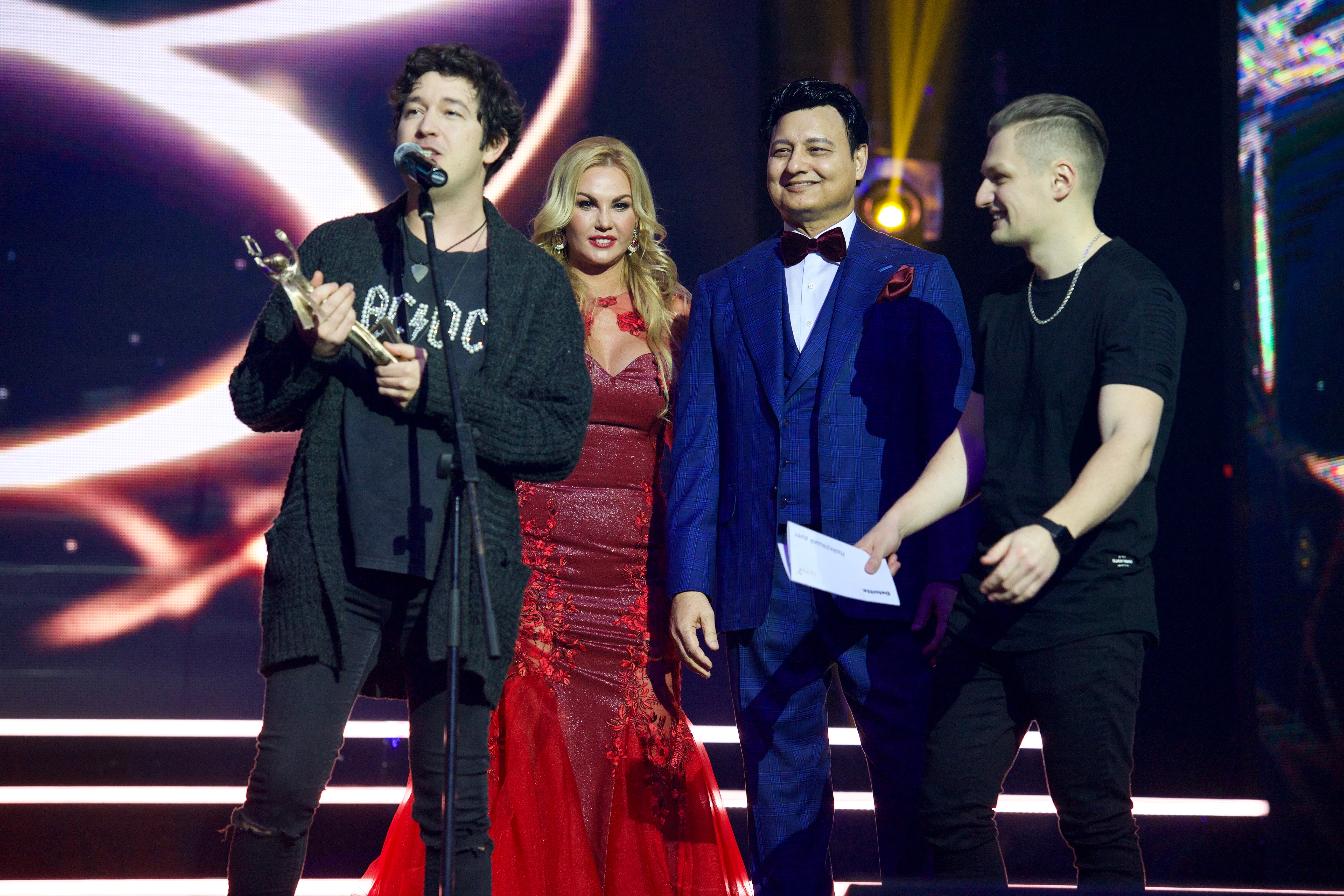
Вручення премії Pianoboy та Morphom за найкращий дует на YUNA-2018.

Мохаммад Захур часто бере участь у благодійних заходах в Україні та за кордоном. Він був спонсором реставрації Державного академічного театру опери та балету в Одесі, фінансував будівництво університету для жителів Північного Пакистану у Таксилі та інфраструктуру центра кардіологічних досліджень у Равалпінді (Пакистан). Надавав допомогу жертвам землетрусу в північних регіонах.
Мохаммад Захур підтримує дитячі будинки в Донецьку та інших містах України. Щорічно благодійний фонд, заснований Мохаммадом Захуром і його дружиною, співачкою Камалією, Kamaliya & Mohammad Zahoor Charitable Foundation проводить благодійні вечори в Україні для збору коштів малозабезпеченим дітям. У 2017 році завдяки аукціону, проведеному під час 4th St.Nicholas Charity Night, та проданим квиткам було зібрано $50,000 на придбання нового обладнання для «Центру дитячої кардіології і кардіохірургії» [Архівовано 17 квітня 2018 у Wayback Machine.] в Києві.
Підтримував спортивні починання. ISTIL був офіційним партнером і генеральним спонсором Федерації хокею України, фінансував національну, молодіжну та юнацьку збірні України з хокею. Компанія надавала необхідну допомогу для розвитку жіночої команди з гандболу «Академія». Також Мохаммад Захур є організатором і спонсором щорічного літнього турніру з крикету для іноземців, що проживають в Україні.
2011 року став співзасновником української щорічної музичної премії YUNA.

## ТВ Медіа
2013 року Захур з дружиною Камалією взяли участь у британському реаліті-шоу від Fox TV Meet the Russians про багатих росіян, що живуть у Лондоні.